# جشنواره فیلم تامپره

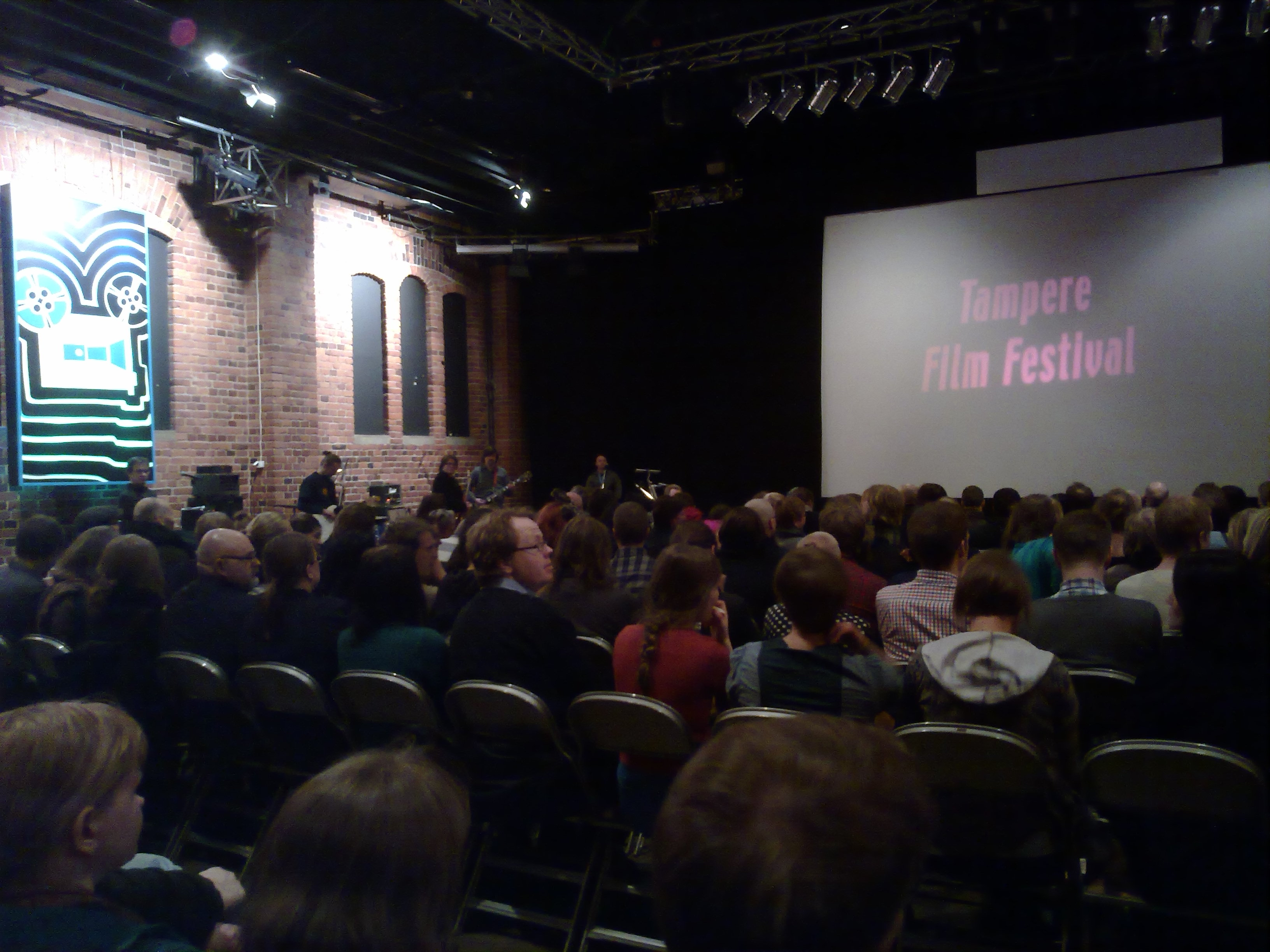
جشنواره فیلم تامپره

جشنواره فیلم تامپره (فنلاندی: Tampereen elokuvajuhlat) نام یک جشنواره فیلم‌های کوتاه است که هر سال در شهر تامپره در فنلاند برگزار می‌شود و از جانب «فدراسیون بین‌المللی تهیه‌کنندگان فیلم» به‌رسمیت شناخته می‌شود.
این جشنواره که از سال ۱۹۶۹ آغاز به کار کرد، قدیمی‌ترین جشنواره فیلم کوتاه در شمال اروپا محسوب می‌شود و به همراه جشنواره فیلم کوتاهِ اوبرهاوزن (آلمان) و کلرمون-فران (فرانسه)، معتبرترین جشنواره در زمینه فیلم‌های کوتاه است.
در هر دوره، حدود ۵۰۰ فیلم در یک بازۀ زمانی ۵ روزه، اکران شده و حدود ۳۰۰۰۰ نفر از آن دیدن می‌کنند. در حواشی جشنواره، گردهمایی‌های تخصصی، فعالیت‌های سنتی محلی و گفتگو و دیدار مابین هنرمندان و علاقه‌مندان سینما نیز صورت می‌پذیرد.

## برندگان جایزه اصلی جشنواره
- ۲۰۱۴: بوم بوم، بچهٔ ماهیگیر - ایوان ماگزیموف (روسیه)
- ۲۰۱۲: Posledný Autobus - Martin Snopek, Ivana Laucikova (اسلواکی)
- ۲۰۱۱: Händelse vid bank - روبن اوستلوند (سوئد)
- ۲۰۱۰: Lumikko - Miia Tervo (فنلاند)
- ۲۰۰۹: Ahendu nde sapukai, - Pablo Lamar (پاراگوئه)
- ۲۰۰۸: Madame Tutli-Putli, Chris Lavis, Maciek Szczerbowski (کانادا)
- ۲۰۰۷: میلان - Michaela Kezele (آلمان)
- ۲۰۰۶: حتی اگر او مجرم می‌بود... - ژان-گابریل پریو (فرانسه)
- ۲۰۰۵: از درون عینک ته‌استکانی من - Pjotr Sapegin (نروژ/کانادا)
- ۲۰۰۴: Utvecklingssamtal - ینس یونسون (سوئد)
- ۲۰۰۳: آپاراتچی - مایکل بیتس (استرالیا)
- ۲۰۰۲: تهاجم - فیل مالوی (بریتانیا)
- ۲۰۰۱: Hyppääjä - PV Lehtinen (فنلاند)
- ۲۰۰۰: چهار گوشه - ایان تاوز (کانادا)
- ۱۹۹۹: یوفک - مهوش شیخ‌الاسلامی (ایران)
- ۱۹۹۸: یک روز - Marie Paccou (فرانسه)
- ۱۹۹۷: صد سال به این سال‌ها! - ماریوت ریمینن (بریتانیا)
- ۱۹۹۶: Cicha przystan - Mariusz Malec (لهستان)
- ۱۹۹۵: Quelcque chose de différent - برونو رولان (فرانسه)
- ۱۹۹۴: شلوار جابجا - نیک پارک (بریتانیا)
- ۱۹۹۳: Neonovi prikazki - Eldora Atanassova Traykova (بلغارستان)
- ۱۹۹۲: یک سال در جاده‌ای متروک - مورتن اِشکالرود (نروژ)
- ۱۹۹۱: De Craciun ne-am luat ratia de libertate - Catalina Fernoaga, Cornel Mihalache (رومانی)
- ۱۹۹۰: ظرف‌شویی آشپزخانه - الیسون مک‌لین (نیوزیلند)
- ۱۹۸۹: Devant le mur - Daisy Lamothe (فرانسه)
- ۱۹۸۸: صبحانه بر روی چمن - Priit Pärn (اتحاد جماهیر سوسیالیستی شوروی)
- ۱۹۸۷: Før gæsterne kommer - Jon Bang Carlsen (دانمارک)
- ۱۹۸۶: Getekende mensen - Harriet Geelen (هلند)
- ۱۹۸۵: Byker - Sirkka-Liisa Konttinen (بریتانیا)
- ۱۹۸۴: آدم‌برفی - دایان جکسون (بریتانیا)
- ۱۹۸۳: Mindrák - Milos Macourek, Jaroslav Doubrava, Adolf Born (چکسلواکی)
- ۱۹۸۲: En Stad Under Huden - Johan Donner (سوئد)
- ۱۹۸۱: ماراتون مرگ و زندگی - رابرت چارلتون (ایالات متحده آمریکا)
- ۱۹۸۰: An Encounter with Faces - وینود چوپرا (هندوستان)
- ۱۹۷۹: نوری - مشتاق علی گزدار (پاکستان)
- ۱۹۷۸: A piacere - Tetszés Szerint - Zoltán Huszárik (مجارستان)
- ۱۹۷۷: Pojezd pamjati - نیکولای سیبریاکوف (اتحاد جماهیر سوسیالیستی شوروی)
- ۱۹۷۶: روستائیان - مارتا رودریگوئز، خورخه سیلویا (کلمبیا)
- ۱۹۷۵: Bölcs mesterek, okos szerkezetek - Vince Lakatos (مجارستان/بلغارستان)
- ۱۹۷۴: صفحهٔ نخست - سباستیان آلارکون (اتحاد جماهیر سوسیالیستی شوروی)
- ۱۹۷۳: چیرکالز - مارتا رودریگوئز، خورخه سیلویا (کلمبیا)
- ۱۹۷۱: Rantojen miehet - Hannu Peltomaa (فنلاند)
- ۱۹۷۰: ۷۹ بهار - سانتیاگو آلوارز (کوبا)

## برندگان جایزه فیلم محبوب تماشاگران
- ۲۰۱۲: نشانگان پانک (فنلاند)